# مظاهرات جورجيا عام 2007
\في عام 2007 اندلعت سلسة من الاحتجاجات المناهضة للحكومة في مختلف أنحاء جورجيا. بلغت المظاهرات ذروتها في 2 نوفمبر عام 2007، عندما احتشد نحو 50,000 –  100,000 متظاهر في مركز مدينة تبليسي، عاصمة جورجيا. تظاهر الناس ضد حكومة الفساد المزعومة للرئيس ميخائيل ساكاشفيلي. سبب هذه المظاهرات اعتقال سياسي من جورجيا يدعى إيراكلي أوكرواشفيلي بتهمة الابتزاز، وغسيل الأموال، وإساءة استغلال المنصب أثناء فترة ولايته لمنصب وزير الدفاع في البلاد، نُظمت هذه الظاهرة من قِبل المجلس الوطني، والتحالف المخصص المؤلف من عشرة أحزاب معارضة، مُولت من قبل المليونير الإعلامي بدري باتاركتسيشفيلي. اندلعت الاحتجاجات في شهري نوفمبر وديسمبر عام 2007 وكانت المظاهرات مبدئيًا سلمية على نطاق واسع. نزل المتظاهرون في 6 نوفمبر عام 2007، لكنها تحولت في اليوم التالي لتصبح عنيفة، عندما استخدمت الشرطة أساليب قاسية لإيقاف المتظاهرين مثل الغازات المسيلة للدموع، والمدافع المائية لتسليك شارع روستافيلي، وهو شارع رئيسي في تبليسي، وطردت المتظاهرين من المناطق المجاورة من برلمان جورجيا، ومنعت المتظاهرين من استئناف الاحتجاجات. اتهمت الحكومة أجهزة المخابرات الروسية السرية في تورطها في محاولة لقلب نظام الحكم والإعلان عن حالة الطوارئ في جميع أنحاء البلاد في وقت لاحق من ذلك اليوم واستمرت حتى 16 نوفمبر عام 2007.
في 8 نوفمبر عام 2007، أعلن الرئيس ساكاشفيلي عن حل وسط لإجراء انتخابات رئاسية مبكرة في 5 يناير 2008. كما اقترح إجراء استفتاء بالتوازي مع الانتخابات الرئاسية المبكرة حول موعد إجراء استطلاعات الرأي البرلمانية – في الربيع كما أرادت الأحزاب المعارضة، أو في أواخر عام 2008.
يقال إنها كانت أسوأ أزمة سياسية في جورجيا منذ ثورة الزهور في عام 2003 التي جلبت حكومة ساكاشفيلي إلى السلطة في المقام الأول.

## الخلفية
خضعت جورجيا في عام 2003 لتغيير في القيادة ما أسفر عن صعود ميخائيل ساكاشفيلي إلى السلطة في عام 2004.  ساكاشفيلي الذي كان محاميًا متمرسًا في الولايات المتحدة ومدافعًا قويًا لزيادة الاندماج بين حلف شمال الأطلسي (الناتو) والاتحاد الأوروبي، وضع إصلاحات شهدت تضاعف الناتج الإجمالي المحلي مع تراجع الفساد منذ توليه المنصب. في عام 2006 أطلق البنك الدولي على جورجيا بأنها أكثر دولة مطبقة للإصلاح في العالم. على رغم الإصلاحات المطبقة، كان هناك نسبة كبيرة من سكان جورجيا يعيشون تحت خط الفقر، وكانت جورجيا من أفقر البلدان في رابطة الدول المستقلة. قابلت مستويات الدخل المرتفعة ارتفاع معدلات التضخم.  تركت الإصلاحات الاقتصادية الجذرية والإجراءات الصارمة على السوق السوداء الآلاف من دون عمل. وبسبب الإصلاحات، اضطر العديد من سكان جورجيا على دفع الضرائب وفواتير الخدمات بالكامل. رغم إعلان حكومة ساكاشفيلي الحرب على الفساد، إلا أن منتقديها يزعمون تفشي الفساد في فريق ساكاشفيلي نفسه، بما في ذلك عمه -رائد الأعمال تيمور ألاسانيا- والعديد من الوزراء. يقول المعارضون إن السلطات تستخدم التطبيق الانتقائي للقانون لتهميش المعارضين السياسيين، واتهموا حكم ساكاشفيلي بأنه استبدادي. كما تعرضت الحكومة لانتقادات بسبب استخدام الشرطة الأساليب العنيفة ضد أعمال الشغب في السجن عام 2006، وكذلك بسبب عدم التحقيق بشكل كاف في قضية قتل بارزة تورط فيها ضباط شرطة.
كما ورث ساكاشفيلي قضايا جمهوريات أبخازيا وأوسيتيا الجنوبية الانفصاليتين غير المعترف بها دبلوماسيًا والمدعومتين من روسيا، اللتين انفصلتا عن جورجيا في أوائل التسعينات. حتى وقت المظاهرات، كانوا مستقلين بحكم الواقع ولكنهم جزء من جورجيا بحكم القانون. جعل ساكاشفيلي هاتين القضيتين جزءًا من جدول أعماله لإعادة دمجهم بالوسائل السلمية. كان آخرون داخل حكومة ساكاشفيلي، مثل وزير الدفاع إيراكلي أوكرواشفيلي يضغطون من أجل حل عسكري لهذه الجمهوريات الواقعية.
نقل ساكاشفيلي وِزَارَة أوكرواشفيلي من الدفاع إلى وزير الاقتصاد في نوفمبر 2006. وكان يعتقد أن النقل جاء بسبب موقف أوكرواشفيلي العدواني من الصراعات الانفصالية. استقال أوكرواشفيلي بعد ذلك من منصبه.
وفي 25 سبتمبر 2007، أعلن عن تشكيل حركة المعارضة الجديدة لجورجيا المتحدة وانتقد الرئيس ساكاشفيلي، متهمًا إياه بالفساد، وعدم الكفاءة، وانتهاكه لحقوق الإنسان. كما أثار تعليقات جديدة حول وفاة زوراب جفانيا، متحديًا وجهة النظر الرسمية للتحقيق واتهم الرئيس الجورجي شخصيًا بالتخطيط لقتل رجل الأعمال بدري باتاركتسيشفيلي.

## الخط الزمني

### احتجاجات 28 سبتمبر 2007
بدأت الاحتجاجات في 28 سبتمبر 2007. ولم يُذكر عن أي مشاكل كبيرة في المسيرة، باستثناء بعض المشاجرات الطفيفة بين المتظاهرين والشرطة عندما امتد المتظاهرون إلى شارع روستافيلي، ما أدى إلى سد الطريق الرئيسي في تبليسي أمام البرلمان. طالب المتظاهرون بإجراء انتخابات مبكرة، والمزيد من المساءلة والأمانة في السياسة. المظاهرة، التي جرت بعد يوم واحد فقط من اعتقال أوكرواشفيلي، جذبت ما يقدر بنحو 10-15 ألف متظاهر أو ربما وصل عدد المتظاهرين إلى 20 ألف متظاهر، ما جعلها، في ذلك الوقت، أكبر مظاهرة منذ ثورة الزهور. لاحظ البعض المهارة الفريدة والسرعة غير العادية في كيفية تنظيم هذه الاحتجاجات.
نُظم التجمع من قبل تحالف من أحزاب المعارضة الكبرى باستثناء حزب اليساريين الجديدة الذين أبعدوا أنفسهم عن المظاهر بقولهم إن «هذه المظاهرة ليست طريق تقودنا من معبد إلى آخر، بل إنها عملية استبدال قائد بآخر».

## ردود الفعل الدولية
الولايات المتحدة – رحبت الولايات المتحدة بقرار الحكومة الجورجية بإجراء انتخابات رئاسية مبكرة، بينما حثت على إنهاء حالة الطوارئ وإعادة بث جميع وسائل الإعلام. في 13 نوفمبر 2007، قال ماثيو بريزا، نائب مساعد وزيرة الخارجية للشؤون الأوروبية وكبير مبعوثي الولايات المتحدة إلى القوقاز، للصحفيين أنه سيكون متفاجئًا جدًا إن كان هناك تهديد حقيقي من روسيا لزعزعة استقرار جورجيا.
روسيا – رفضت وزارة الخارجية الروسية اتهامات ساكاشفيلي بدعم تجمع المعارضة ووصفته بأنه «تحريض غير مسؤول» صممته السلطات الجورجية لصرف الانتباه عن المشاكل المحلية وإلقاء اللوم على كبش فداء أجنبي. أصدرت فيما بعد بيانًا ينتقد بشدة الحكومة الجورجية لخروج الشرطة عن القانون، واعتقال قادة المعارضة ونشطاء حقوق الإنسان، وحظر أنشطة وسائل الإعلام المستقلة وضرب صحفيين أجانب.
السويد – قال وزير الخارجية كارل بيلت إن يوم 7 نوفمبر كان «يومًا مظلمًا للغاية لجورجيا»، لكنه أشاد بقرار إجراء انتخابات رئاسية مبكرة، مضيفًا أنه يتعين على جميع الأطراف الآن «العودة إلى المسار الديمقراطي». «هذه أيضًا طريقة لمعالجة الدعاية الساذجة التي عرضها خارجًا الجار الكبير في الشمال (روسيا)». «وتأمين الاستقرار على المدى الطويل في البلاد.» أكد كارل بيلدت، الذي التقى بالرئيس ساكاشفيلي في تبليسي في 2 نوفمبر، مرارًا أن: «دعم ومساعدة الديمقراطيات الفتية (في أوروبا الشرقية) هو شيء يجب علينا (في أوروبا) القيام به».
الأمم المتحدة - انتقدت لويز أربور، المفوضة السامية للأمم المتحدة لحقوق الإنسان، جورجيا بسبب «الاستخدام المفرط للقوة» ضد المتظاهرين وقالت إنها يجب أن تدعم الحقوق الأساسية حتى في ظل حالة الطوارئ. كما أعربت في بيان عن دعمها لمحامي جورجيا العام، أو أمين المظالم لحقوق الإنسان، وأعربت عن قلقها إزاء إسكات المحطات التلفزيونية المستقلة في الجمهورية السوفيتية السابقة.
حلف شمال الأطلسي (الناتو) – قال الأمين العام لحلف الناتو جاب دي هوب شيفر في بيان في 8 نوفمبر عام 2007 «إن فرض حالة الطوارئ وإغلاق المنافذ الاعلامية في جورجيا، وهي شريك يحاوره الحلف بشكل مكثف، أمرًا يثير قلقًا خاصًا ولا يتفق مع القيم الأوروبية الأطلسية».
الاتحاد الأوروبي - حث خافيير سولانا، رئيس السياسة الخارجية بالاتحاد الأوروبي على ضبط النفس من كلا الجانبين، قائلًا «يجب حل الاختلافات السياسية داخل المؤسسات الديمقراطية».
هيومن رايتس ووتش (مراقبة حقوق الإنسان) – في 20 ديسمبر 2007، أصدرت هيومن رايتس ووتش تقريرًا مكون من 102 صفحات، بعنوان تخطي الحدود: تفريق جورجيا العنيف للمتظاهرين والغارة على تلفزيون إيميدي، منتقدةً ما اعتبرته «إفراط الحكومة في استخدام القوة» ضد المتظاهرين.